# Thecla zulia
Thecla zulia är en fjärilsart som beskrevs av Tutt. Thecla zulia ingår i släktet Thecla och familjen juvelvingar. Inga underarter finns listade i Catalogue of Life.